# Jean-Luc Picard
Jean-Luc Picard är en rollfigur i Gene Roddenberrys fiktiva Star Trek-universum, spelad av den brittiske skådespelaren Patrick Stewart. Namnet kommer av astronomen Jean Picard. Rollfiguren återfinns främst i serien Star Trek: The Next Generation, i flera Star Trek-filmer och i Star Trek: Picard.
Han har också haft ett kort gästspel i Star Trek: Deep Space Nine.

## Biografi

### Uppväxt
Picard föddes den 13 juli 1956 på planeten Jorden i Labarre, Frankrike. Han är son till Maurice och Yvette Picard och har en bror, Robert Picard. Det framgår i Star Trek Generations att han har ett avlägset släktskap med Auguste Piccard.

### Karriären i Stjärnflottan
Som ung drömde Picard om att en dag gå med i Stjärnflottan och få utforska rymden. Drömmen blev till slut sann, när han genomgått utbildningen på akademin. Efter flera år i tjänst fick han sitt första befäl över skeppet U.S.S. Stargazer. Senare i sin karriär, ses han i första avsnittet av Star Trek: The Next Generation, "Encounter at Farpoint", borda det femte skeppet av sitt slag, nämligen Enterprise-D. Det är detta skepp som han främst förknippas med.
Picard var med om flera betydelsefulla händelser under sin tid på Enterprise. Han assimilerades till exempel av borgerna i avsnittet "The Best of Both Worlds", och i avsnittet "The Chain of Command" torterades han av cardassierna.
En tid efter att Enterprise-D förstörts, vid en sammandrabbning med systrarna Duras, får Picard befälet över Enterprise-E.

## Medverkan
Picard medverkar i följande serier och filmer:
- Star Trek: The Next Generation
- Star Trek: Deep Space Nine
  - "Emissary"
- Star Trek: Picard

Star Trek-filmer
- Star Trek Generations
- Star Trek: First Contact
- Star Trek: Insurrection
- Star Trek: Nemesis